# Dypsis thouarsiana
Dypsis thouarsiana là loài thực vật có hoa thuộc họ Arecaceae. Loài này được Baill. mô tả khoa học đầu tiên năm 1894.